# ایگناسیو ماتینیا
ایگناسیو ماتینیا (انگلیسی: Ignacyo Matynia؛ زادهٔ ۲۹ مهٔ ۱۹۹۲) بازیگر لهستانی-آمریکایی سینما و تلویزیون است. وی از سال ۲۰۱۴ میلادی تاکنون مشغول فعالیت بوده‌است. او بابت ایفای نقش اصلی فیلم «صاحبخانهٔ خبیث من» شهرت دارد.
از فیلم‌ها یا مجموعه‌های تلویزیونی که وی در آن‌ها نقش داشته است، می‌توان به فوراور، لوک کیج و ویدا اشاره نمود.